# Wilford Brimley
Anthony Wilford Brimley (født 27. september 1934, død 1. august 2020) var en amerikansk skuespiller.

## Filmografi (i udvalg)
- Kinasyndromet (1979)
- Det grusomme udefra (1982)
- Den bedste (1984)
- Cocoon (1985)
- Firmaets mand (original titel:The firm) (1993)